# Ocke-Schwen Bohn
Ocke-Schwen Bohn (* 14. Mai 1953 in Kiel) ist ein deutscher Linguist und Professor für Englische Linguistik an der Universität Aarhus in Dänemark. Seine Forschungsgebiete sind hauptsächlich Psycholinguistik und Phonetik, insbesondere Zweitsprachenerwerb, fremdsprachlicher Akzent, und Sprachlautperzeption bei Säuglingen sowie jüngeren Erwachsenen und Senioren. Bohns Forschung beschäftigt sich auch mit Verständlichkeit über Sprachgrenzen hinweg, mit einer bedrohten Sprache (das nordfriesische Fering), und mit der Rolle von Sprache in der autobiografischen Erinnerung.

## Biographie
Bohn legte 1979 sein Staatsexamen in Englisch and Geographie an der Christian-Albrechts-Universität zu Kiel ab und promovierte 1984 in Kiel in Englischer Linguistik. Von 1987 bis 1989 war er als Postdoc an der Universität Alabama in Birmingham tätig. Seit 1996 ist er Professor für Englische Linguistik an der Universität Aarhus in Dänemark.

## Forschung
Die Schwerpunkte von Bohns Forschung sind die frühkindliche Lautperzeption, die muttersprachliche und fremdsprachliche Lautwahrnehmung sowie fremdsprachlicher Akzent in der Produktion und Perzeption. Bohn und seine Kollegen haben das einflussreiche Speech Learning Model überarbeitet mit James Flege, und sie haben mit grundlegenden Erkenntnissen beigetragen zum Verständnis der Vokalwahrnehmung bei Kleinstkindern sowie der Lautwahrnehmung generell bei muttersprachlichen und fremdsprachlichen Erwachsenen (mit Winifred Strange, Linda Polka, Catherine Best, Diane Kewley-Port und Terry Gottfried). Wesentliche Beiträge von Bohn zur Forschung sind die Desensitization Hypothesis und, zusammen mit Linda Polka, das Natural Referent Vowel framework. Bohns Arbeiten zum Zweitsprachenerwerb unterstützen die Annahme, dass die Fähigkeit zur Entwicklung von Lautkategorien nicht altersbedingt abnimmt, sondern lebenslang erhalten bleibt.